# Czikasawowie

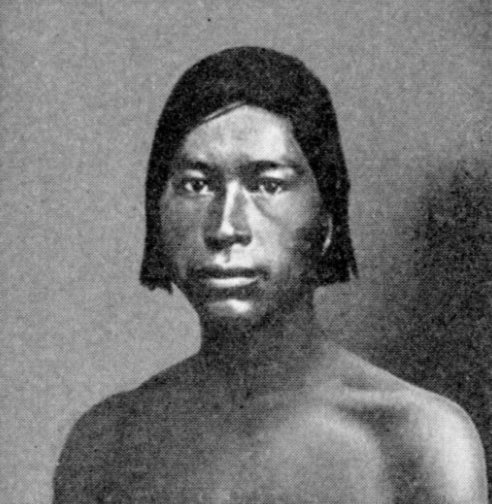
Młody wojownik z plemienia Czikasawów (zdjęcie z XIX wieku)

Czikasawowie (ang. Chickasaw) – plemię Indian Ameryki Północnej blisko spokrewnione z Krikami i Czoktawami.
Było to wojownicze plemię, które nieomal zniszczyło armię de Soto w roku 1541. Zamieszkiwali północne obszary dzisiejszego stanu Missisipi, Alabama i część Tennessee. Byli właścicielami niewolników, ale wraz z zakończeniem wojny secesyjnej uwolnili ich i przyjęli do plemienia. Po przymusowym przesiedleniu (1837) do Oklahomy stali się członkami Pięciu Cywilizowanych Plemion. Ich wodzowie nosili miano „mingos”.
Wodzem Czikasawów na przełomie XVIII i XIX wieku był William Colbert. Walczył po stronie kolonistów w czasie rewolucji amerykańskiej i wojny 1812 roku, a w roku 1816 scedował ziemie Czikasawów rządowi Stanów Zjednoczonych. Miał honorowy stopień generała.
Ich język, należący do rodziny języków muskogejskich, służył jako język dyplomatyczny i handlowy na całej długości rzeki Missisipi.

## Współczesne postacie
- Tom Cole (ur. 1949 w Shreveport, Louisiana), członek amerykańskiego Kongresu od r. 2002. Republikanin z Oklahomy (wychowany w Moore, Oklahoma).
- John Herrington (ur. 1958 w Wetumka, Oklahoma), pierwszy indiański kosmonauta (zarejestrowany członek plemienia Czikasaw) był członkiem załogi promu Space Shuttle Endeavour w listopadzie 2002.
- Jefferson Keel, odchodzący prezydent (NCAI) Kongresu Indian Amerykańskich (2010–2013)
- Jerod Impichchaachaaha' Tate (ur. w Norman, Oklahoma, 25 lipca 1968), jeden z nielicznych indiańskich kompozytorów i pianistów muzyki poważnej opartej na elementach tubylczej kultury i historii. W 2012 r. premiera jego nowego utworu na kwartet smyczkowy ETHEL odbyła się w nowojorskiej Park Avenue Armory.